# Menard (Texas)
Pour les articles homonymes, voir Menard.
La ville de Menard est le siège du comté de Menard, dans l’État du Texas, aux États-Unis. Sa population s’élevait à 1 471 habitants lors du recensement de 2010, estimée à 1 393 habitants en 2016.

## Source
- (en) Cet article est partiellement ou en totalité issu de l’article de Wikipédia en anglais intitulé « Menard, Texas » (voir la liste des auteurs).